# Kantad trädlöpare
Kantad trädlöpare (Dromius schneideri) är en skalbaggsart som beskrevs av George Robert Crotch 1871. Kantad trädlöpare ingår i släktet Dromius, och familjen jordlöpare. Arten är reproducerande i Sverige.